# James Bertram Cunningham
James Bertram Cunningham (* 28. September 1872 in Thornton, Ontario) war ein kanadischer Politiker.

## Leben
James Bertram Cunningham wurde 1872 als Sohn von Richard und Esther Cunningham in Thornton, Ontario geboren. Er besuchte die Thornton Public School. Am 18. September 1907 heiratete er Edna Mulholland. Aus der Ehe gingen mehrere Kinder hervor.
Vom 20. Oktober 1919 bis zum 10. Mai 1923 vertrat er den Wahlkreis Sault Ste. Marie für die Labour Party in der Legislativversammlung von Ontario.